# Daman Airport
Daman Airport är en flygplats i Indien.   Den ligger i distriktet Daman och unionsterritoriet Dadra och Nagar Haveli och Daman och Diu, i den västra delen av landet, 1 000 km söder om huvudstaden New Delhi. Daman Airport ligger 13 meter över havet.
Terrängen runt Daman Airport är mycket platt. Havet är nära Daman Airport åt nordväst. Runt Daman Airport är det tätbefolkat, med 613 invånare per kvadratkilometer. Närmaste större samhälle är Daman, 2,5 km sydväst om Daman Airport.